# توم أوبراين
توم أوبراين (بالإنجليزية: Tom O'Brien)‏ هو ممثل أمريكي، ولد في 25 يوليو 1890 بسان دييغو في الولايات المتحدة، وتوفي في 8 يونيو 1947 بلوس أنجلوس في الولايات المتحدة.

## وصلات خارجية
- توم أوبراين على موقع IMDb (الإنجليزية)
- توم أوبراين على موقع قاعدة بيانات برودواي على الإنترنت (الإنجليزية)
- توم أوبراين على موقع قاعدة بيانات الفيلم (الإنجليزية)